# Chris Hedges
Christopher Lynn Hedges, född 18 september 1956, är en amerikansk journalist och författare. 
Hedges har varit utrikeskorrespondent för bland annat The New York Times (1990–2005) och varit verksam i Latinamerika, Mellanöstern, Afrika och på Balkan. Tillsammans med andra reportrar på The New York Times fick han 2002 Pulitzerpriset för tidningens bevakning av global terrorism.
Hedges har skrivit flera böcker, varav American fascists (2007) finns utgiven på svenska.

## Biografi
Chris Hedges är son till Thelma Louise (född Prince) och Thomas Hedges, en presbyteriansk präst och växte upp på landet i staten New York. Han gick på en internatskola i Windsor, Connecticut och tog sin examen 1975. Hedges studerade vidare och tog en fil. mag. i engelska vid Colgate University och teol. kand. vid Harvard Divinity School.
Hedges är gift med den kanadensiska skådespelaren Eunice Wong.

### Krigskorrespondent
Hedges började arbeta som utrikeskorrespondent för National Public Radio och bevakade Falklandskriget mellan Argentina och Storbritannien. Därefter bevaka inbördeskriget i El Salvador för Christian Science Monitor. Efter sex år i Latinamerika studerade han arabiska och blev placerad i Mellanöstern, anställd av The New York Times. 1995 flyttades han till Sarajevo och rapporterade om Jugoslaviska krigen. I början av 2000-talet verkade han från Paris med ett team som bevakade al-Qaeda och internationell terrorism.

### Politik och aktivism
Hedges kritiserade tidigt Irakkriget. I maj 2003 talade han till en avgångsklass vid Rockford College i Illinois:
| ”                        | Vi har påbörjat en ockupation, som kommer att skada såväl landets själ som makt, goodwill och vår säkerhet. | „ |
| – Chris Hedges, maj 2003 | |   |

 Hedges fick en officiell reprimand av sin arbetsgivare och lämnade New York Times.

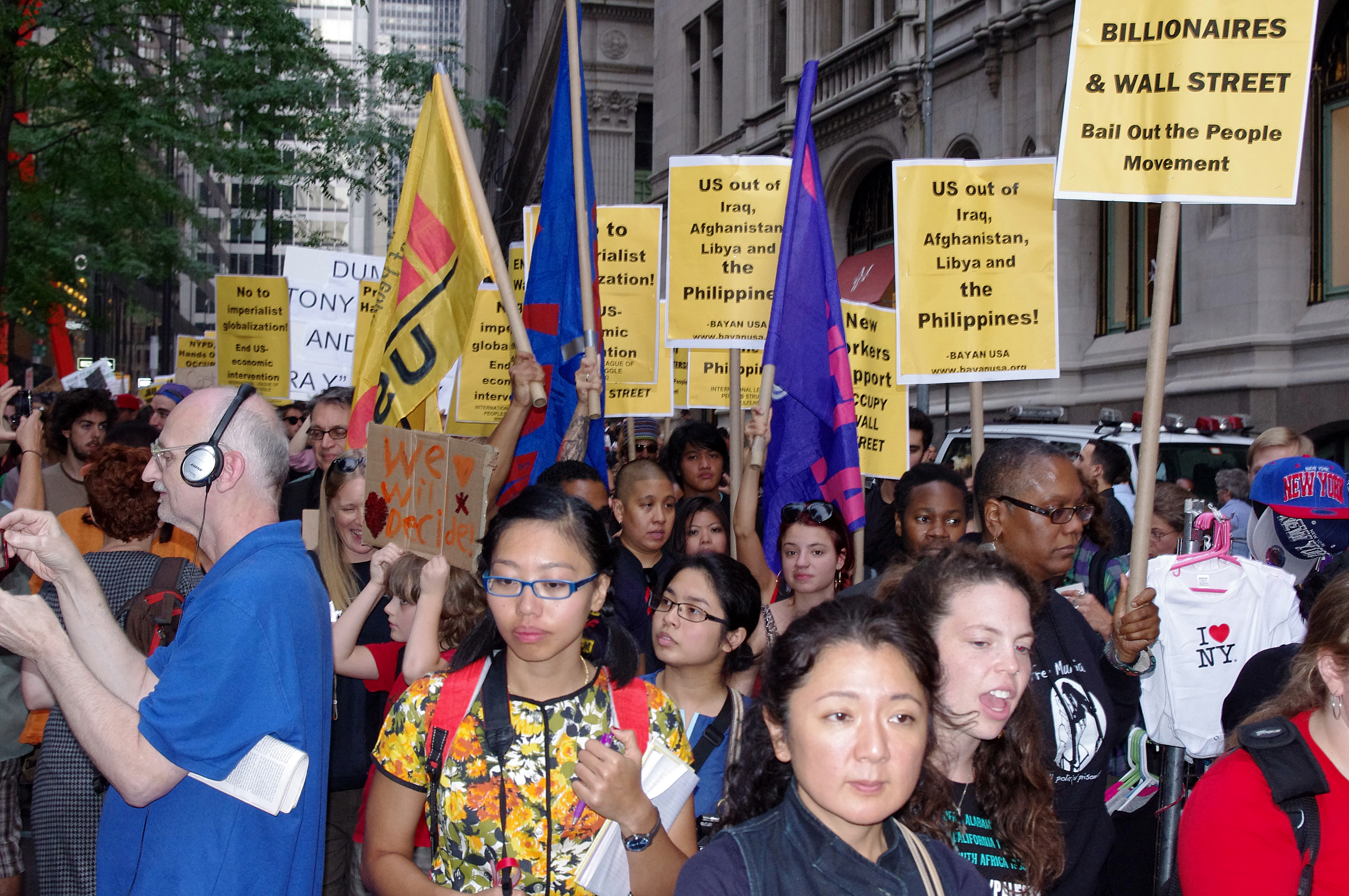
Occupy Wall Street Sep-nov 2011

Hedges blev författare, började blogga på webbtidningen Truthdig och arbetade som lärare på ett fängelse i New Jersey. Under presidentkampanjen 2008 var han spökskrivare åt Ralph Nader. Den 16 december 2010 arresterades Hedges utanför Vita huset tillsammans med Daniel Ellsberg och 100 demonstranter mot kriget i Afghanistan. I november 2011 deltog Hedges i Occupy Wall Street och blev åter arresterad. Våren 2016 startade en ny folkrörelse Democracy Spring, som använder civilt motstånd och kräver ”slut på storkapitalets påverkan i presidentval”. Hedges och 1 000 demonstranter arresterades.

### Prästvigning
Den 5 oktober 2014 vigdes Hedges till präst i den presbyterianska kyrkan. Han fick en tjänst som biträdande pastor och fängelsepräst i Elizabeth, New Jersey.

### Böcker på svenska
- 2008–Amerikanska fascister:den kristna högern på frammarsch ISBN 978-91-7037-364-0

## Priser och utmärkelser
- 2002 – Pulitzerpriset tillsammans med andra reportrar på New York Times.
- 2002 – Amnesty International Global Award för journalistik om mänskliga rättigheter.[5]